# Myrmecophila humboldtii
Myrmecophila humboldtii is een orchidee. De soort werd beschreven door Heinrich Gustav Reichenbach onder de naam Epidendrum humboldtii. Robert Allen Rolfe deelde de soort in bij het geslacht Myrmecophila.

## Omschrijving
De soort is epifytisch. Zijn cilindrische pseudobulben groeien 15 tot 20 cm hoog en zijn van binnen hol. In de holte herbergen zich mierenkolonies, die kwetsbare delen van de plant beschermen, zoals de wortelstokken. Aan elke bulb zitten twee of drie stugge, leerachtige bladeren. De eindstandige bloemstengel kan tot meer dan een meter lang worden met aan het eind een pluimvormige tros van zes tot tien bloemen. De welriekende bloem kan een doorsnee hebben van 5 tot 7 cm en in kleur variëren van lichtroze tot paars. In de landen van herkomst is de bloeitijd meestal in juli/augustus. 

## Herkomst en habitat
Het natuurlijke verspreidingsgebied strekt zich uit over de laagvlaktes van Colombia en Venezuela en de ABC-eilanden. Aangeduid als "banana shimaron" op de eilanden komt de soort voor in de hogergelegen delen van het Christoffelpark, ten zuidoosten van Rincon en in het Nationaal park Arikok. Op Aruba is de soort nagenoeg uitgestorven en sedert 2017 bij wet beschermd.

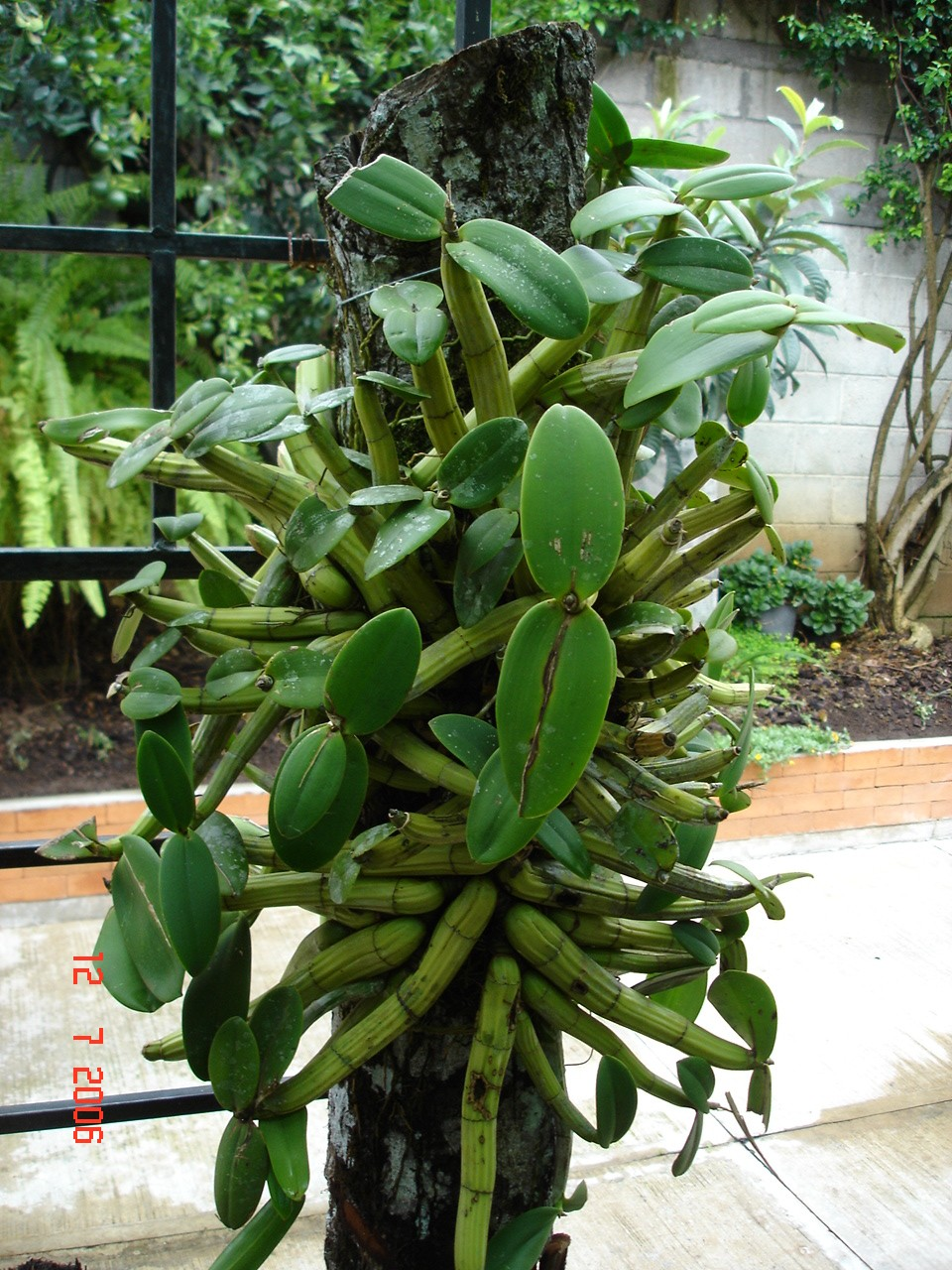
Pseudobulben
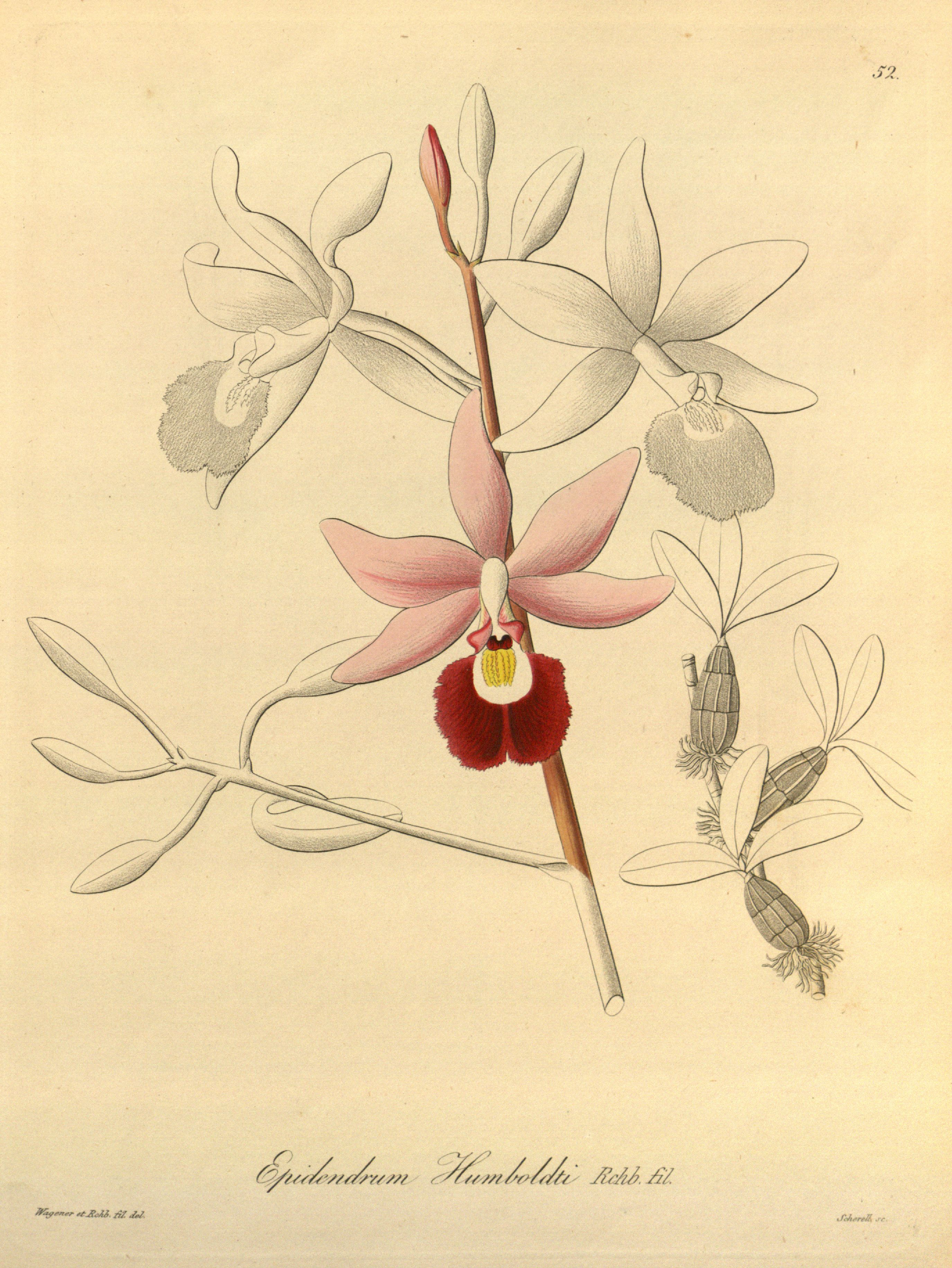
Bloem